# أنت على حق (إذا كنت تعتقد ذلك)
أنت على حق (إذا كنت تعتقد ذلك) أو لكل حقيقته. (بالإيطالية:  Così è (se vi pare) )‏ هي مسرحية دراما من تأليف لويجي بيرانديلو .المسرحية مستوحاة من قصة بيرانديللو القصيرة والمسماة: La Signora Frola e il Signor Ponza ، suo genero، تم عرضها لأول مرة في 18 يونيو 1917 في مدينة ميلانو.
موضوع المسرحية يرتكز على سرد نسخ متضاربة ومتضادة للحقيقة تخبرها الشخصيات الرئيسية ، كل منهم فيها يدعي أن الآخر مجنون . تدعي السيدة فرولا أن صهرها السيد بونزا أصيب بالجنون عندما اعتقد بوفاة ابنتها ،والتي كانت زوجته، قبل أربع سنوات ، ثم تزوج بها مرة أخرى. أما السيد بونزا فيدعي أن السيدة فرولا لم تستطع أن تتقبل حقيقة وفاة ابنتها ، وقد أصيبت بالجنون بسبب ذلك ، ولم تنج إلا بالاعتقاد بأن زوجته الثانية هي ابنتها الحية التي لم تمت. يحاول سكان البلدة التي سكناها حديثا معرفة الحقيقة مع تقدم أحداث المسرحية.

## شخصيات المسرحية
- لامبرتو لوديسي
- السيدة فرولا
- السيد بونزا ، صهر السيدة فرولا
- السيدة بونزا
- المستشار أغازي
- السيدة إميليا أغازي ، زوجة المستشار أغازي وأخت لامبرتو لوديسي
- دينا أغازي ، ابنة المستشار أغاتسي وزوجته إميليا في التاسعة عشرة من العمر.
- السيدة سيريللي
- السيد سيريللي
- السيد المحافظ
- المفوض سنتوري
- السيدة سيني
- السيدة نيني
- نادل في منزل أغازي
- سيدات وسادة آخرون

## القصة
هرب السيد بونزا وحماته السيدة فرولا إلى بلدة ريفية هادئة بعد زلزال مروع في مدينتهم مارسيكا دمرها بالكامل. يُشاع في البلدة التي قطنها السيد بونزا مؤخرا أنه متزوج ، لكن لم ير أحد زوجته. يقيم السيد بونزا في الطابق العلوي في مبنى بعيد، بينما تعيش السيدة فلورا في شقة أنيقة في وسط البلدة. بونزا وزوجته وحماته كانوا ثلاثتهم دوما موضوع شائعات كثيرة. ينظر سكان البلدة إلى بونزا على أنه وحش يمنع زوجته من مغادرة المنزل. لذلك ، رئيس السيد بونزا في عمله ، المستشار أغازي ، يذهب إلى المحافظ لإظهار حقيقة السيد بونزا وتوضيح الأمر وطلب اعتذار منه، بعد مقابلته الفجة لزوجته وابنته عند محاولتهما زيارة حماته في شقتها ومنعه لهما من ذلك. يدافع لامبرتو لوديسي صهر السيد أغازي عن الواصلين حديثًا للبلدية أمام فضول سكانها ، مؤكدا استحالة أن يعرف أحد ماهية الحقيقة المطلقة .
تصبح السيدة فرولا موضوعا لتحقيق حقيقي لكشف الغطاء عن حقيقة حياة عائلتها. خضع السيد بونزا لنفس ذلك التحقيق، الذي أعلن خلاله أن حماته مجنونة. يوضح السيد بونزا، أن السيدة فرولا أصيبت بالجنون بعد وفاة ابنتها لينا (زوجته الأولى) قبل أربع سنوات، وأن حالتها لم تجنح للهدوء إلا بعد أن اقتنعت أن جوليا (زوجته الثانية) هي في الواقع ابنتها التي لا تزال على قيد الحياة ولم تمت. وللحفاظ على استمرارية هذا الوهم الذي به يحافظ على استقرار حالة حماته ، كان عليه اتخاذ عدد من تلك الاحتياطات التي جعلت من حياته في موضع الاشتباه بالنسبة للآخرين خصوصا مع انعزاله الاجتماعي الشديد.
انذهل السكان من الرواية التي رواها السيد بونزا إلا أنهم اقتنعوا بها بشكل كامل. سرعان ما علمت السيدة فرولا بقصة بونزا فأتت إلى السكان وادعت أن بونزا مجنون ، أقلها في اعتبار زوجته الحالية زوجة ثانية. تقول السيدة فرولا إن ابنتها لينا بونزا كانت في مصحة عقلية، قبل أربع سنوات نتيجة لعدم استطاعتها تحمل حب زوجها الجنوني لها، وعند أخذها للمصحة رغما عنه وبدون علمه، زاد هيجانه وأعتقد بموتها ولم يكن من الممكن أن يقبل بونزا بعودتها لمنزله مجددا بعد استكمال علاجها بالمصحة كونه مقتنع بموتها ولم يكن هناك من حل إلا باستحداث زواج ثان وكأنها امرأة أخرى باسم آخر. وعليها الآن هي وابنتها أن يحافظوا على استقرار حالته بمسايرته في أوهامه. انذهل الجميع من رواية السيدة فرولا ، لم يعودوا يعرفون بماذا يفكرون وأين تكمن الحقيقة، باستثناء السيد لوديسي ، الذي انفجر في الضحك. دخول سكان البلدة في رحلة البحث عن أدلة لتحديد الحقيقة كان فرصة للوديسي لكشف معان تخصه ، بينما يتجادل مع انعكاسه في المرآة:
يا عزيزي! من هو المجنون بيننا؟ أوه ، أعلم من يكون [مشيرًا إلى نفسه] إنه أنت!، هانحن ذا وجهاً لوجه ، نعرف جيداً بعضنا البعض. لكن هناك الآخرين يا صديقي، والمشكلة أن الآخرين لا يرون مانرى .بالنسبة للآخرين لست إلا شبحًا! ورغم امتلاك كل منهم لشبح مثله، تراهم يركضون ممتلئين بالفضول ، خلف أشباح الآخرين متوهمين قدرتهم على اقتناصها!
في محاولة لحل اللغز ، يرتب المستشار أغازي لقاء بين السيدة فرولا وصهرها، المشاهد الناتجة عن لقائهما أمام الآخرين مليئة بالشد والصراخ ، حيث يصرخ السيد بونزا على حماته. اعتذر لاحقًا عن موقفه ، قائلاً إنه كان من الضروري عليه أن يلعب دور الرجل المجنون أمام السيدة فرولا حتى تستمر حالتها مستقرة متوهمة أنها عاقلة وهو المجنون.
في الفصل الأخير ، وبعد بحث عبثي عن أدلة على الحقيقة بين الناجين من الزلزال ، سعوا للحصول على حقيقة زوجة السيد بونزا . جاءت الامرأة مغطية وجهها بحجاب أسود ، قالت أنها ابنة السيدة فرولا، وهي الزوجة الثانية للسيد بونزا، جامعة بين الروايتين وتاركة اللغز بلا حل، منهية حديثها بقول:
"أنا هي، تلك التي تعتقد أنت أنني هي".
بعد ضحكة مجلجلة ، قال السيد لوديسي وفي وجهه نظرة تحدٍ ساخر: "والآن ، أيها السادة ، من الذي يقول الحقيقة؟ هل أنتم الآن سعداء" .

## روابط خارجية
- نسخة مسموعة للمسرحية باللغة العربية، إذاعة البرنامج الثقافي المصرية:

https://youtu.be/PsefL7s_wuo
- ترجمة جديدة للمسرحية عام 2003 إلى اللغة الإنجليزية.[1]